# رجب البنا
رجب مرسي البنا (17 سبتمبر 1936-) هو كاتب وصحفي مصري، عمل في جريدة الأهرام حتى وصل إلى موقع نائب رئيس التحرير، ثم إخرئيساً لمجلس إدارة مؤسسة دار المعارف ورئيسا لتحرير مجلة أكتوبر المصرية من 1994 حتى 2005. و منذ عام ٢٠٠٥ عاد كاتبا صحفيا فى كل من جريدة الأهرام المصرية و صحيفة المصرى اليوم و مجلة أكتوبر. كما نشر حتى الآن عشرين كتابا، آخرهم كتاب "ذكريات أيام حلوة و سنوات ضائعة" الصادر عن دار ريشة فى فبراير ٢٠٢٥. 

## حياته
ولد بمدينة دمنهور، عاصمة محافظة البحيرة شمال دلتا النيل. تخرج في مدرسة الأقباط الابتدائية، ثم التحق بمدرسة دمنهور الثانوية.
التحق بكلية الآداب في جامعة الإسكندرية، قسم الفلسفة وعلم الاجتماع. تخرج منها عام 1960. حصل على دبلوم الصحافة، من كلية الإعلام، جامعة القاهرة، ضمن أول دفعة تقدمت للدراسة بهذه الدرجة التي كانت توازى درجة الماجستير. نال الدرجة بتقدير ممتاز وتصدر الدفعة عامين متوالين. اجتاز الدرجة بكتابة بحث التخرج عن «محمد حسنين هيكل.» بعدها عين في جريدة الأهرام سنة 1972.

## مسيرة الصحافة
تدرج رجب البنا في مسيرة الصحافة حتى أصبح رئيسا لقسم التحقيقات بجريدة الأهرام، ثم عين مساعدا لرئيس التحرير، ثم نائبا لرئيس تحرير الأهرام. في يناير 1994 عين رئيسا لمجلس إدارة دار المعارف ورئيسا لتحرير مجلة أكتوبر. وشغل هذا المنصب أحد عشر عاما ونصف، حتى يوليو 2005. منذ يوليو 2005، وهو كاتب صحفى بجريدة الأهرام ومجلة أكتوبر. أسس ورأس تحرير مجلة «جنوب الوادى» في سبعينيات القرن العشرين، وهي مجلة اهتمت بشئون محافظات ومناطق جنوب مصر، وخاصة النوبة وأسوان.

### الأهرام
أسس باب «مع القانون». وهو باب متفرد في الصحافة المصرية، اهتم بتبسيط المبادئ القانونية للقارئ العادى. وكان هذا الباب نافذة على أحكام القضاء، ومع الوقت بات محل متابعة رجال القانون سواء في ذلك رجال القضاء والمحامين، بسبب اهتمامه بنشر أحكام محكمة النقض والمحكمة الدستورية العليا، والمحكمة الإدارية العليا، ومجلس الدولة. وظل يحرر هذا الباب طوال ثلاثة عشر عاما، حتى تولى رئاسة مجلس إدارة دار المعارف ورئاسة تحرير مجلة أكتوبر.
طوال نفس المدة تولى مسئولية تحرير صفحة الرأى بالأهرام، التي تحولت إلى منبر لمختلف الآراء، المؤيدة والمعارضة. وفي تلك الفترة فتحت صفحة الرأى بالأهرام أبوابها لكتاب ينتمون إلى كل الأطياف السياسية، من أقصى اليمين إلى أقصى اليسار. فنشرت صفحة الرأى لكتاب ماركسيين وشيوعيين واشتراكيين، منهم فيليب جلاب ولطفي عبد العظيم وإبراهيم سعد الدين، وكتاب ليبراليين ويمينيين، منهم سعد الدين إبراهيم وسعيد النجار.
وخلال قيامه بتحرير صفحة الرأي، خلط بين تنوع الموضوعات المنشورة يوميا، وبين تخصيص الصفحة لطرح ملف من الملفات والقضايا المطروحة على الساحة السياسية والاجتماعية، يتناولها بالرأى كتاب ومفكرون من مدارس فكرية مختلفة، وانتماءات سياسية متنوعة ومتعارضة.
كما كان رجب البنا هو الذي حفز الباحثين والخبراء بمركز الدراسات السياسية والإستراتيجية بالأهرام على تقديم أفكارهم ورؤاهم في شكل مقالات رأى، بدلا من قصر جهودهم على الأبحاث والتقارير الإستراتيجية. فكان أول من طلب من باحثى المركز وكتابه الشبان في ذلك الوقت المشاركة بالرأى في الملفات المفتوحة آنذاك. فتعرف قراء الأهرام لأول مرة على محمد السيد سعيد وأسامة الغزالى حرب وطه عبد العليم وهالة مصطفى. وكلهم أصبحوا اليوم كبار الكتاب والمفكرين على الساحة العامة.
في عام 1989، استعانت به جريدة الشرق القطرية، حيث تولى رئاسة تحريرها مدة ثلاثة شهور، صاغ فيها سياسات الجريدة، وأرسى فيها أساليب جديدة للخبر والتحقيق والرأي.
في جريدة الأهرام تميز رجب البنا بسلاسل المقالات التي تناقش قضية فتتناولها من مختلف جوانبها وتلقى الضوء على أبعادها المتنوعة والكتابات السابقة عنها، ومن أهم سلاسل المقالات التي حظيت بالاهتمام: لماذا تخلف المسلمون ؟ تجديد العقل العربي، الإصلاح الديني، تجديد الفكر الديني.

### دار المعارف ومجلة أكتوبر
تولى رجب البنا رئاسة تحرير مجلة أكتوبر ورأس مجلس إدارة دار المعارف في يناير 1994، حتى يوليو 2005. في تلك المرحلة قام بتجديد مطابع دار المعارف، التي تعد أقدم وأكبر دار نشر في العالم العربي. وبالتزامن مع تجديد المطابع قام رجب البنا بتحديث العمل في قطاع النشر بدار المعارف، فأعاد إصدار سلسلة «اقرأ» بانتظام، وأصدر كتاب المعارف الطبى، كما أعاد طبع كتب الدكتور شوقى ضيف، وأبقاها إصدارا حصريا لدار المعارف. اهتمت دار المعارف طوال تلك المرحلة بالثقافة العلمية، فأصدرت سلسلة كتب علمية، عملت على تبسيط أحدث علوم العصر للقارئ العادى. شارك في كتابة تلك السلسلة الراحل الدكتور أحمد مستجير، والدكتور أحمد شوقي.

## كتب منشورة
- تاريخ ليس للبيع.[3]
- البحث عن المستقبل
- الغرب والإسلام
- الأقباط في مصر والمهجر
- الأمية الدينية والحرب ضد الإسلام
- المصريون في المرآة
- لماذا نقرأ
- معجزات الخلق والخالق
- الشيعة والسنة و إختلافات الفقه و الفكر و التاريخ
- صناعة العداء للإسلام
- هؤلاء أنصفوا الإسلام في الغرب
- هيكل بين الصحافة والسياسة
- رحلة إلى الصين
- أمريكا رؤية من الداخل
- مجموعة قصص: إبتسامة صغيرة.[4]
- مع الشيخ الشعراوى
- لماذا تخلف المسلمون
- حياة طه حسين "من عاجز إلى معجزة"
- حياة الملك فاروق "البداية و النهاية"
- ذكريات أيام حلوة و سنوات ضائعة